# 始原灵猫兽属
始原灵猫兽属（学名：Eoproviverra）为鬣齿兽目的一个属。

## 下属物种
本属包括以下物种：
- 艾氏始原灵猫兽 Proviverra eisenmanni (Godinot, 1981)